# Lucy of Bolingbroke
Lucy of Bolingbroke († um 1138) war eine anglonormannische Erbin in Zentralengland und gegen Ende ihres Lebens Countess of Chester. Vermutlich war sie mit den angelsächsischen Earls of Mercia verwandt, da sie ausgedehnten Landbesitz in Lincolnshire hatte, der von ihren Ehemännern verwaltet wurde und den sie an ihre Söhne vererbte. Sie war zudem eine bemerkenswerte christliche Stifterin, die zwei kleine religiöse Einrichtungen gründete und mehrere mit Grundbesitz und Kirchengebäuden ausstattete.

## Vorfahren
Ein Dokument der Croyland Abbey, das heute für gefälscht gehalten wird, nennt Thorold of Bucknall – der vielleicht mit ihrem wahrscheinlichen Vater Thorold, dem Sheriff von Lincolnshire, identisch ist – als einen Bruder von Godgifu (Godiva), der Ehefrau von Leofric, Earl of Mercia. Das gleiche Dokument widerspricht sich allerdings hierzu, wenn es Leofrics und Godgifus Sohn, Ælfgar, als Thorold's cognatus (Vetter) bezeichnet. Eine spätere Quelle aus der Coventry Abbey sieht Lucy als Schwester der Earls Edwin und Morcar, während zwei unzuverlässige Quellen, die Chronik des Abtes Ingmund von Croyland (Historia Croylandensis) und die Peterborough Chronicle aus Lucy eine Tochter Ælfgars machen. Keats-Rohans Erklärung für diese Berichte sind Fehlinformationen, durch die Lucy mit ihrer Ahnin, der Mutter William Malets, verwechselt wird, die mit der Familie Godgifus verwandt war.
Zeitgenössische Historiker sind der Ansicht, sie sei eine Tochter von Thorold, Sheriff von Lincoln und einer Tochter William Malets († um 1071). Sie erbte eine umfangreiche Gruppe von Gütern um Spalding in Lincolnshire, vielleicht als Erbe sowohl aus der Familie Malet und der Familie Lincoln. Diese Besitzungen wurden später „Honour of Bolingbroke“ genannt.

## Ehen
Die Erbin Lucy war drei Mal verheiratet und wurde drei Mal Witwe. Ihr erster Ehemann war Ivo Taillebois, die Ehe wurde um 1083 geschlossen. Ivo übernahm ihren Besitz als Ehemann und scheint zudem Güter in umfangreiche Machtbefugnisse in Westmorland und Cumberland gehabt zu haben. Ivo starb 1094.
Ihre zweite Ehe schloss sie mit Roger de Roumare bzw. Roger fitzGerold, von dem sie einen Sohn bekam, William de Roumare, den späteren Earl of Lincoln, der einen Teil ihres Besitzes erbte. und der der Ahnherr der Familie Roumare in Westmoreland ist. Roger starb 1097 oder 1098.
Einige Zeit danach, sicher vor 1101, wurde sie mit Ranulph le Meschin, dem späteren Earl of Chester verheiratet – ihre letzte und längste Ehe. Ihr Sohn Ranulph de Gernon, 2. Earl of Chester folgte seinem Vater als Earl of Chester, ihre Tochter Alice heiratete Richard FitzGilbert de Clare.

## Kirchliche Stiftungen
Als verwitwete Countess gründete Lucy 1135 den Konvent von Stixwould als eine von wenigen Aristokratinnen des späten 11. und des 12. Jahrhunderts, die als unabhängige Laiengründer auftraten.
Ihre religiöse Aktivität konzentrierte sich jedoch auf Spalding Priory, ein Kloster, für das ihre Familie der erste Patron war. Dieses Haus, ein Ableger von Crowland, wurde 1085 von Lucy und ihrem Ehemann Ivo Taillebois gegründet oder wieder gegründet Später gingen von ihr viele Stiftungen aus, z. B. in den 1120er Jahren mit ihrem dritten Ehemann Earl Ranulph die Kirchen von Minting, Belchford und Scamblesby für die Spalding Priory. 1135 stiftete Lucy – jetzt zum letzten Mal verheiratet –, der Priory ihr eigenes Haus in Spalding zur dauerhaften Nutzung durch die Mönche. Den Berichten zufolge machte Lucy große Anstrengungen, um sicherzustellen, dass nach ihrem Tod ihre Söhne die Stiftungen weiterführen würden.